# Live in NYC '97
Live in NYC '97 è un album dal vivo del cantante statunitense Johnny Winter, pubblicato nel marzo del 1998.

## Descrizione
Il disco, pubblicato dall'etichetta discografica Virgin Records, fu registrato dal vivo nell'aprile del 1997 al The Bottom Line ed allo Studio 900, entrambi a New York, Stati Uniti.

## Tracce
1. Hideaway – 7:28 (Freddie King, Sonny Thompson)
2. Sen-Sa-Shun/Got My Mojo Working – 6:53 (Preston Foster, Freddie King, Sonny Thompson)
3. She Likes to Boogie Real Low – 6:39 (Frankie Lee Sims)
4. Black Jack – 8:21 (Ray Charles)
5. Just a Little Bit – 5:10 (Ralph Bass, Piney Brown, John Thornton, Fats Washington)
6. The Sun Is Shining – 6:14 (Ewart Abner, Calvin Carter, Jimmy Reed)
7. The Sky Is Crying – 7:19 (Elmore James)
8. Johnny Guitar – 4:32 (Johnny Watson, Johnny Winter)
9. Drop the Bomb – 5:18 (Ford Eaglin)

## Musicisti
- Johnny Winter - voce, chitarra
- Mark Epstein - basso, accompagnamento vocale
- Tom Compton - batteria